# Omega 5
A Omega 5 az Omega ötödik magyar stúdióalbuma 1973-ból. Több szempontból is úttörőnek számít a magyarországi rockzenében: ezen használtak először szintetizátort (A madár című dalban), a hattételes Szvit kompozíció pedig az első olyan hazai progresszív rock felvétel, amit rockegyüttes és szimfonikus zenekar közösen készített.

## Kiadások
Az album először hanglemezen jelent meg 1973-ban, majd 1976-ban kazettán. 1992-ben először a Omega 1968–1973 – Az Omega összes nagylemeze I. gyűjteményben jelent meg CD-n (bár a CD-k külön-külön is megvásárolhatóak voltak), majd 1999-ben Szvit címmel jelent meg az alternatív kiadás, eltérő dalsorrenddel. 2001-ben az Antológia sorozat második részében is az alternatív kiadás jelent meg. 
| Év   | Kiadó           | Formátum | Sorszám    | Megjegyzések |  |
| ---- | --------------- | -------- | ---------- | --- |  |
| 1973 | MHV Pepita      | LP       | SLPX 17457 | |  |
| 1976 | MHV             | MC       |            | |  |
| 1987 | MHV Favorit     | LP       |            | Omega 1968-1973 – Az Omega összes nagylemeze I.                                                                  |  |
| 1992 | Hungaroton Mega | CD       | 92/M-049   | |  |
| 1994 | Hungaroton Mega | CD       | HCD 37629  | Omega 1968–1973 – Az Omega összes nagylemeze I.                                                                  |  |
| 1999 | Hungaroton Mega | CD       | MCDA 87614 | Szvit – alternatív kiadás.                                                                                       |  |
|      | Hungaroton      | MC       | MMCA 87614 | Szvit – alternatív kiadás.                                                                                       |  |
| 2001 | Hungaroton      | CD       | HCD 87614  | Antológia vol. 2. 1970–1975 – Hard rock albumok – az alternatív kiadást tartalmazza.                             |  |
| 2001 | BMG Germany     | CD       |            | Anthology vol. 2. 1970–1975 – Hard Rock Alben – németországi licenckiadás.                                       |  |
| 2015 | Hungaroton      | CD       |            | LP Anthology – Az Omega első 13 albumának gyűjteményes kiadása, az eredeti lemezek hangzásával és dallistájával. |  |

## Dalok

### Első oldal
1. Hazug lány (Mihály Tamás – Kóbor János – Sülyi Péter)
2. A madár (Molnár György – Kóbor János – Sülyi Péter)
3. Én elmegyek (Molnár György – Kóbor János – Sülyi Péter)
4. A jövendőmondó (Mihály Tamás – Kóbor János – Sülyi Péter)
5. Járt itt egy boldog ember (Mihály Tamás – Kóbor János – Sülyi Péter)
6. Búcsúztató (Molnár György – Kóbor János – Sülyi Péter)

### Második oldal
1. Szvit (Mihály Tamás – Kóbor János – Sülyi Péter)
  1. Ébredés
  2. A malomban
  3. Hazafelé
  4. A hetedik napon
  5. Délutáni szerelem
  6. Van, aki nyugtalan

### Alternatív kiadás
1999-ben Szvit címmel jelent meg az album felújított kiadása, amelyen a Szvit, A jövendőmondó és az Én elmegyek hangszerelése is eltér az eredetitől. A hivatalos magyarázat szerint ezeket a dalokat 1973-ban két változatban rögzítették, vannak azonban olyan vélemények, amelyek szerint az eredeti felvételekre utólag rájátszottak.
1. Szvit
  1. Ébredés
  2. A malomban
  3. Hazafelé
  4. A hetedik napon
  5. Délutáni szerelem
  6. Van, aki nyugtalan
2. A jövendőmondó
3. Én elmegyek
4. A madár
5. Járt itt egy boldog ember
6. Hazug lány
7. Búcsúztató

### Helló, Elefánt!
A madár című dalt a koncerteken eredetileg más szöveggel játszották, amit Kóbor János írt és egy valós élmény ihletett: az együttes indult volna a turnébusszal, de Molnár Györgyöt, becenevén Elefántot nem találták. A szakadó esőben keresgélve végül egy bárpultnál ülve bukkantak rá. Ez a változat még nem tartalmazta a madárvijjogást imitáló szintetizátorhangokat. Hivatalos kiadványon nem jelent meg, de bootleg-felvételen fennmaradt.

### Közreműködött
- Omega:
  - Benkő László – orgona, Moog szintetizátor, vokál
  - Debreczeni Ferenc – dob, ütőhangszerek, vokál
  - Kóbor János – ének
  - Mihály Tamás – basszusgitár, vokál
  - Molnár György – gitár, vokál
- Wolf Péter és a Magyar Állami Hangversenyzenekar (Szvit)

## Produkció
- Csintalan László – hangmérnök
- Omega együttes és Székely András – zenei rendező(k)

Az MHV – Omega (Aubeck Ferenc és Kóbor János) felvétele.